# Winston Churchill (œuvre de Jean Cardot)
Pour les articles homonymes, voir Winston Churchill (homonymie).
Winston Churchill est une sculpture de Jean Cardot créée en 1998 et située dans le 8e arrondissement de Paris proche du Petit Palais et des Champs-Élysées. Cette œuvre rend hommage à Winston Churchill, homme d'État britannique et figure de la Seconde Guerre mondiale.

## Histoire
À la suite d'une commande publique, l'artiste Jean Cardot, sculpteur et membre de l'Académie des beaux-arts, réalise une statue en bronze de Winston Churchill. Jean Cardot demande au sculpteur Philippe Jourdain issu des Beaux de Paris de participer et de réaliser la statue de Winston Churchill. Cette statue fut modelée à la fonderie Coubertin dans la vallée de la Chevreuse.
En 1998, la statue est inaugurée en présence de la reine d'Angleterre Elizabeth II ainsi que du président de la République française, Jacques Chirac. Lors de cette journée du 11 novembre 1998 était célébré le 80e anniversaire de l'armistice de 1918, ayant permis la fin de la Première Guerre mondiale,.
En plus de la présence, sur la place Clemenceau, d'une statue représentant Georges Clemenceau réalisée par François Cogné, Jean Cardot vient concevoir un monument au général de Gaulle. Avec la statue de Churchill, l'ensemble formerait ainsi d'après lui, un « triangle symbolique » incarnant des « moments différents de l’histoire du XXe siècle européen ».

## Description
Cette statue est composée de bronze et mesure 3,17 mètres de haut. Elle met en scène Winston Churchill, marchant à l'aide d'une canne. Celui-ci porte un long manteau ainsi qu'une casquette militaire. Sa main droite reste dans sa poche tandis que sa main gauche tient la canne.
L'œuvre est en réalité calquée sur une photo de l'homme d'État, prise le 11 novembre 1944 alors qu'il descendait les Champs-Élysées en compagnie de Charles de Gaulle lors de la libération de Paris et de la France. Sur cette photographie, on remarque qu'il porte les mêmes habits que sur la statue de bronze,.
Aux pieds du personnage, il est possible de lire les mots « We Shall Never Surrender », signifiant en français « Nous ne nous rendrons jamais ». Cela fait référence au discours « We shall fight on the beaches » prononcé par l'homme politique le 4 juin 1940.